# Пономарёвка (Гайнский район)
Пономарёвка — исчезнувший посёлок в Гайнском районе Пермского края.

## История
В 1924—1925 годах поблизости от будущего посёлка были созданы выселки «Вес» и «Пономарёвка». Напротив выселка Пономарёвка, на реке Петыркушка, с целью «освоения сельхозугодий» в 1931 году был построен спецпосёлок Пономарёвка на 200 семей. По данным на 1 июля 1939 года в посёлке было 107 семей, 368 трудпоселенцев, белорусов и украинцев по национальности; по данным на 1 июля 1943 года — 93 семьи, 298 жителей.
Пономарёвка входила в состав Даниловского, затем — Гайнского сельсовета. В 1930-е — 1940-е годы — центр колхоза «Ударник». В посёлке действовали 4-классная школа, фельдшерский пункт, товарная лавка. 12 жителей погибло на фронтах Великой Отечественной войны. 
Деревня прекратила существование в 1950-е годы.

## Географическое положение
Располагалась на левом берегу реки Камы, в 9 км к юго-западу от районного центра, села Гайны, сообщение с которым осуществлялось по просёлочной дороге.

## Достопримечательности
На вершине холма в 2 км от деревни находится Пономарёвское городище — памятник родановской культуры (IX—XV века).